# Twenty Seventeen (album)
Twenty Seventeen er det første livealbum, udgivet af det danske band, Jonah Blacksmith. Det udkom på selskabet Sony Music d. 1. december 2017, og er en samling af liveoptagelser fra blandt andet: Tønder, Skanderborg, Odense, Vancouver og Aalborg.

## Spor
1. "A Song to the Sea" (Jericho Beach) - (03:32)
2. "Daughter of Jonah" (Smukfest) - (05:14)
3. "I Am King" (Bygningen) - (05:09)
4. "Ghost" (Tønder Festival) - (04:33)
5. "In Faded Lights" (Kulturmaskinen) - (05:49)
6. "Downtown" (Vancouver Skyline) - (04:07)
7. "Are You Okay?" (Tønder Festival) - (04:32)
8. "Once You Love" (Smukfest) - (03:52)
9. "Off the Track" (Skovdalen) - (04:14)
10. "In The Middle of Nowhere" (Tønder Festival) - (04:45)